# حمد حمود القيسي
حمد حمود شكطي القيسي (1959 - ) محافظ محافظة صلاح الدين في وسط شمال العراق، من 15 شباط سنة 2004، إلى 29 نيسان سنة 2009، وعضو مجلس محافظة صلاح الدين (2010)، كان من الوفد الذين توجهوا إلى بغداد لاستلام جثة الرئيس صدام حسين عشيّةَ إعدامه، وفي 20 تموز سنة 2008، اقتحم جنود الاحتلال الأمريكي بيتاً في مدينة بيجي، وقتلوا حسام ابن حمود القيسي، وعمره 17 عاماً وقتلوا معه ابنَ خالة حسام، وادعت قوات الاحتلال أنها داهمت ذلك البيت بحثاً عن مقاتلي تنظيم القاعدة وأنهم أحسّوا نيةً معاديةً من الشابين المسلحين فقتلوهما، وفي 24 تموز 2008 قدمت قوات الاحتلال اعتذاراً لحمود القيسي، وزارَه الفريق مارك هرتلنك، قائد قوات الاحتلال الأمريكية في شمال وسط العراق، وقدم حمود القيسي للقائد الأمريكي صورا تثبت أن ابنه قُتل على وسادته وأن القوة المهاجمة قد أعدمته وابن خالته دون سبب